# Oztocingo
Oztocingo är en ort i Mexiko.   Den ligger i kommunen Copanatoyac och delstaten Guerrero, i den sydöstra delen av landet, 220 km söder om huvudstaden Mexico City. Oztocingo ligger 1 270 meter över havet och antalet invånare är 989.
Terrängen runt Oztocingo är huvudsakligen kuperad. Oztocingo ligger nere i en dal. Runt Oztocingo är det ganska tätbefolkat, med 248 invånare per kvadratkilometer. Närmaste större samhälle är Tlapa de Comonfort, 12,4 km nordost om Oztocingo. I omgivningarna runt Oztocingo växer huvudsakligen savannskog.